# Голямо-Градиште
Голя́мо-Гради́ште (болг. Голямо градище) — село в Тирговиштській області Болгарії. Входить до складу общини Опака.

## Населення
За даними перепису населення 2011 року у селі проживали 1060 осіб.
Національний склад населення села:
| Національність   | Кількість осіб | Відсоток |
| ---------------- | -------------- | -------- |
| турки            | 503            | 97,1%    |
| болгари          | 13             | 2,5%     |
| інша             | 0              | 0%       |
| Всього відповіли | 518            |          |

Розподіл населення за віком у 2011 році:
Динаміка населення: